# Nizymenia
Nizymenia, rod crvenih algi smješten u vlastitu porodicu Nizymeniaceae, dio reda Gigartinales. Postoje tri priznate vrste, sve su morske.

## Vrste
1. Nizymenia australis Sonder - tipična
2. Nizymenia conferta (Sonder) Chiovitti, G.W.Saunders & Kraft
3. Nizymenia furcata (Harvey) Chiovitti, Saunders & Kraft